# Deutschland Cup 2014
25. ročník hokejového turnaje Deutschland Cup se konal od 7. do 9. listopadu 2014 v Mnichově. Vyhrála jej hokejová reprezentace Německa.

## Účastníci turnaje
- Kanada (výběr hráčů z evropských soutěží)
- Slovensko
- Švýcarsko
- Německo

## Výsledky
| 7. listopadu 2014 16:30 | Kanada | 1:4 (0:1, 0:1, 1:2) | Slovensko | Olympia Eishalle, Mnichov Návštěvnost: 4 500 |  |

| Přehled            |                    |  |                                                                         |
| 41:20 Micki DuPont | 41:20 Micki DuPont |  | 15:20 Juraj Mikuš 38:45 Radek Deyl 41:48 Adam Lapšanský 52:09 Roman Rác |

| 7. listopadu 2014 20:00 | Německo | 3:1 (1:0, 1:1, 1:0) | Švýcarsko | Olympia Eishalle, Mnichov Návštěvnost: 5 500 |  |

| Přehled                                                            |                                                                    |  |                 |
| 15:23 Patrick Reimer 28:22 Patrick Reimer 59:33 Thomas Oppenheimer | 15:23 Patrick Reimer 28:22 Patrick Reimer 59:33 Thomas Oppenheimer |  | 25:25 Reto Suri |

| 8. listopadu 2014 16:15 | Německo | 2:1 (1:0, 1:0, 0:1) | Slovensko | Olympia Eishalle, Mnichov Návštěvnost: 5 700 |  |

| Přehled                                    |                                            |  |                      |
| 1:39 Patrick Hager 39:20 Christoph Ullmann | 1:39 Patrick Hager 39:20 Christoph Ullmann |  | 55:37 Adam Lapšanský |

| 8. listopadu 2014 19:45 | Švýcarsko | 2:1 (1:0, 0:1, 1:0) | Kanada | Olympia Eishalle, Mnichov Návštěvnost: 5 000 |  |

| Přehled                               |                                       |  |                   |
| 11:12 Samuel Walser 59:12 Dino Wieser | 11:12 Samuel Walser 59:12 Dino Wieser |  | 34:32 Zach Hamill |

| 9. listopadu 2014 13:15 | Slovensko | 1:2 (0:0, 1:0, 0:2) | Švýcarsko | Olympia Eishalle, Mnichov Návštěvnost: 4 500 |  |

| Přehled              |                      |  |                                           |
| 35:39 Adam Lapšanský | 35:39 Adam Lapšanský |  | 44:12 Lino Martschini 45:03 Samuel Walser |

| 9. listopadu 2014 16:45 | Kanada | 4:2 (0:2, 2:0, 2:0) | Německo | Olympia Eishalle, Mnichov Návštěvnost: 5 000 |  |

| Přehled                                                                         |                                                                                 |  |                                      |
| 35:22 Kevin Clark 38:53 Bud Holloway 53:51 Steven Reinprecht 59:06 Brandon Buck | 35:22 Kevin Clark 38:53 Bud Holloway 53:51 Steven Reinprecht 59:06 Brandon Buck |  | 13:12 Denis Reul 17:19 Patrick Hager |

## Konečná tabulka
| Poř. | Tým       | Z | V | VP | PP | P | VG | OG | B |
| ---- | --------- | - | - | -- | -- | - | -- | -- | - |
| 1.   | Německo   | 3 | 2 | 0  | 0  | 1 | 7  | 6  | 6 |
| 2.   | Švýcarsko | 3 | 2 | 0  | 0  | 1 | 5  | 5  | 6 |
| 3.   | Slovensko | 3 | 1 | 0  | 0  | 2 | 6  | 5  | 3 |
| 4.   | Kanada    | 3 | 1 | 0  | 0  | 2 | 6  | 8  | 3 |

## Soupisky týmů
1.  Německo 

Brankáři: Andreas Jenike, Dennis Endras, Timo Pielmeier.

Obránci: Denis Reul, Justin Krueger, Armin Wurm, Benedikt Kohl, Björn Krupp, Frank Hördler, Florian Kettemer, Nikolai Goc, Torsten Ankert, Sinan Akdağ.

Útočníci: Michael Wolf, Marcus Kink, Kai Hospelt, Thomas Oppenheimer, Matthias Plachta, Martin Buchwieser, Yannic Seidenberg, Patrick Reimer, Christoph Ullmann, Patrick Hager, Daniel Pietta, Philip Gogulla, Marcel Noebels, Sebastian Uvira.

Trenéři: Pat Cortina, Ulrich Liebsch.
2.  Švýcarsko 

Brankáři: Tim Wolf, Sandro Zurkirchen, Daniel Manzato.

Obránci: Jannik Fischer, Tim Ramholt, Dominik Schlumpf, Ramon Untersander, Cedric Hächler, Clarence Kparghai, Lorenz Kienzle, Larri Leeger.

Útočníci: Eric Walsky, Reto Schäppi, Simon Bodenmann, Reto Suri, Etienne Froidevaux, Chris Baltisberger, Dino Wieser, Daro Simion, Tristan Scherwey, Christoph Bertschy, Romano Lemm, Mike Künzle, Gatan Haas, Lino Martschini, Samuel Walser.

Trenéři: Glen Hanlon, Thierry Paterlini.
3.  Slovensko 

Brankáři: Marek Čiliak, Branislav Kondrád.

Obránci: Adam Jánošík, Tomáš Bokroš, Ivan Švarný, Juraj Valach, Juraj Mikuš, Radek Deyl, Oldrich Kotvan, Lukáš Kozák.

Útočníci: Lukáš Cingeľ, Tomáš Sýkora, Roman Tománek, Ján Sýkora, Dalibor Bortňák, Vladimír Dravecký, Marek Viedenský, Rastislav Dej, Patrik Lušňák, Tomáš Marcinko, Adam Lapšanský, Martin Bakoš, Roma Rác, Michael Vandas.

Trenéři: Vladimír Vůjtek, Peter Oremus
4.  Kanada 

Brankáři: Chris Mason, Sebastien Caron.

Obránci: Jamie Fraser, Brett Festerling, Duvie Westcott, Bobby Raymond, Richie Regehr, Micki DuPont, Mathieu Roy.

Útočníci: Kyle Greentree, Brandon Buck, Zach Hamill, Kevin Clark, Bud Holloway, Stephen Dixon, Cam Abbott, Jared Aulin, Liam Reddox, Matt Pettinger, Steven Reinprecht, Chriss Abbott.

Trenéři: Jeff Tomlinson, Serge Aubin, Mike Stewart.